# Glenea conspersa
Glenea conspersa är en skalbaggsart som beskrevs av Aurivillius 1924. Glenea conspersa ingår i släktet Glenea och familjen långhorningar. Inga underarter finns listade i Catalogue of Life.